# Summit Entertainment
Summit Entertainment LLC, anciennement Summit Entertainment LP, est une entreprise américaine de distribution de cinéma indépendant dont le siège est à Santa Monica en Californie et ses bureaux internationaux à Londres.

## Histoire
Fondée en 1991 par Bernd Eichinger, Arnon Milchan et Andrew G. Vajna, l'entreprise est connue pour les films Twilight, chapitre I : Fascination (2008) et Prédictions (2009).
L'entreprise est rachetée par Lionsgate début 2012.

## Filmographie

### 1996
- Evita

### 1998
- Las Vegas Parano
- Arnaques, Crimes et Botanique (Lock, Stock and Two Smoking Barrels)

### 1999
- Kill the Man
- Splendeur (Splendor)
- La Fin de l'innocence sexuelle (The Loss of Sexual Innocence)
- American Pie

### 2000
- Memento

### 2001
- Vanilla Sky

### 2002
- Insomnia
- Flagrant délire (Stark Raving Mad)

### 2003
- Détour mortel (Wrong Turn)

### 2005
- Mr. et Mrs. Smith (Mr. & Mrs. Smith)
- Les Frères Grimm (The Brothers Grimm)
- Secrets de famille (Keeping Mum)

### 2006
- Once
- Sexy Dance (Step Up)
- Pénélope

### 2007
- Dans la vallée d'Elah (In the Valley of Elah)
- 2e sous-sol (P2)

### 2008
- Be Happy (Happy-Go-Lucky)
- Sexy Dance 2 (Step Up 2: The Streets)
- Never Back Down
- Sex Drive
- Twilight, chapitre I : Fascination (Twilight)

### 2009
- Push
- Prédictions (Knowing)
- College Rock Stars
- Démineurs (The Hurt Locker)
- Détour mortel 3 (Wrong Turn 3: Left for Dead)
- Twilight, chapitre II : Tentation (	The Twilight saga : New Moon)

### 2010
- Remember Me
- La forêt contre-attaque (Furry Vengeance)
- Lettres à Juliette (Letters to Juliet)
- Twilight, chapitre III : Hésitation (Eclipse)
- Sexy Dance 3D (Step Up 3-D)
- Red

### 2011
- Hell Driver
- Le Complexe du castor (The Beaver)
- 50/50
- Détour mortel 4 (Wrong Turn 4: Bloody Begennings)
- Twilight, chapitre IV : Révélation (The Twilight Saga: Breaking Dawn - Part 1)
- The Darkest Hour

### 2012
- Dos au mur (Man on a Ledge)
- Sans issue (The Cold Light of Day)
- Sexy Dance 4: Miami Heat (Step Up Revolution)
- Le Monde de Charlie (The Perks of Being a Wallflower)
- Twilight, chapitre V : Révélation (The Twilight Saga: Breaking Dawn - Part 2)

### 2013
- Insaisissables (Now You See Me) de Louis Leterrier
- Sublimes Créatures (Beautiful Creatures) de Richard LaGravenese
- Warm Bodies de Jonathan Levine
- Évasion (Escape Plan) de Mikael Håfström
- Red 2

### 2014
- Le Pari (Draft Day) d'Ivan Reitman
- Sexy Dance 5: All in Vegas de Trish Sie
- Divergente (Divergent) de Neil Burger : Beatrice « Tris » Prior

### 2015
- Divergente 2 : L'Insurrection (The Divergent Series: Insurgent) de Robert Schwentke : Beatrice « Tris » Prior
- Le Dernier Chasseur de sorcières de Breck Eisner

### 2016
- Gods of Egypt de Alex Proyas
- Divergente 3 : Au-delà du mur (The Divergent Series: Allegiant) de Robert Schwentke : Beatrice « Tris » Prior
- Insaisissables 2 (Now You See Me: The Second Act) de Jon M. Chu
- The Shack de Stuart Hazeldine
- La La Land de Damien Chazelle

### 2018
- Down a Dark Hall de Rodrigo Cortés
- Dragged Across Concrete de S. Craig Zahler

### 2019
- Sang froid (Cold Pursuit)  de Hans Petter Moland
- Anna de Luc Besson

### 2023
John Wick, chapitre 4 de Chad Stahelski

### 2025
- Ballerina de Len Wiseman
- Insaisissables 3 (Now You See Me 3) de Ruben Fleischer